# Rubus humulifolius
Rubus humulifolius là loài thực vật có hoa trong họ Hoa hồng. Loài này được C.A. Mey. miêu tả khoa học đầu tiên năm 1848.